# Ritabou (Ort)
Ritabou ist ein osttimoresischer Ort im Suco Ritabou (Verwaltungsamt Maliana, Gemeinde Bobonaro). Er liegt an der Überlandstraße von der Gemeindehauptstadt Maliana nach Hatolia Vila, in der Aldeia Ritabou, auf einer Meereshöhe von 216 m. Südlich befindet sich Malianas Vorort Raifun Vila, nördlich die Siedlung Timatan. Östlich fließt der Bulobo (Buloho), ein Nebenfluss des Nunura.
In dem Ort Ritabou befinden sich das Kloster Madre Canosiana und der Sitz des Sucos Ritabou.

## Geschichte

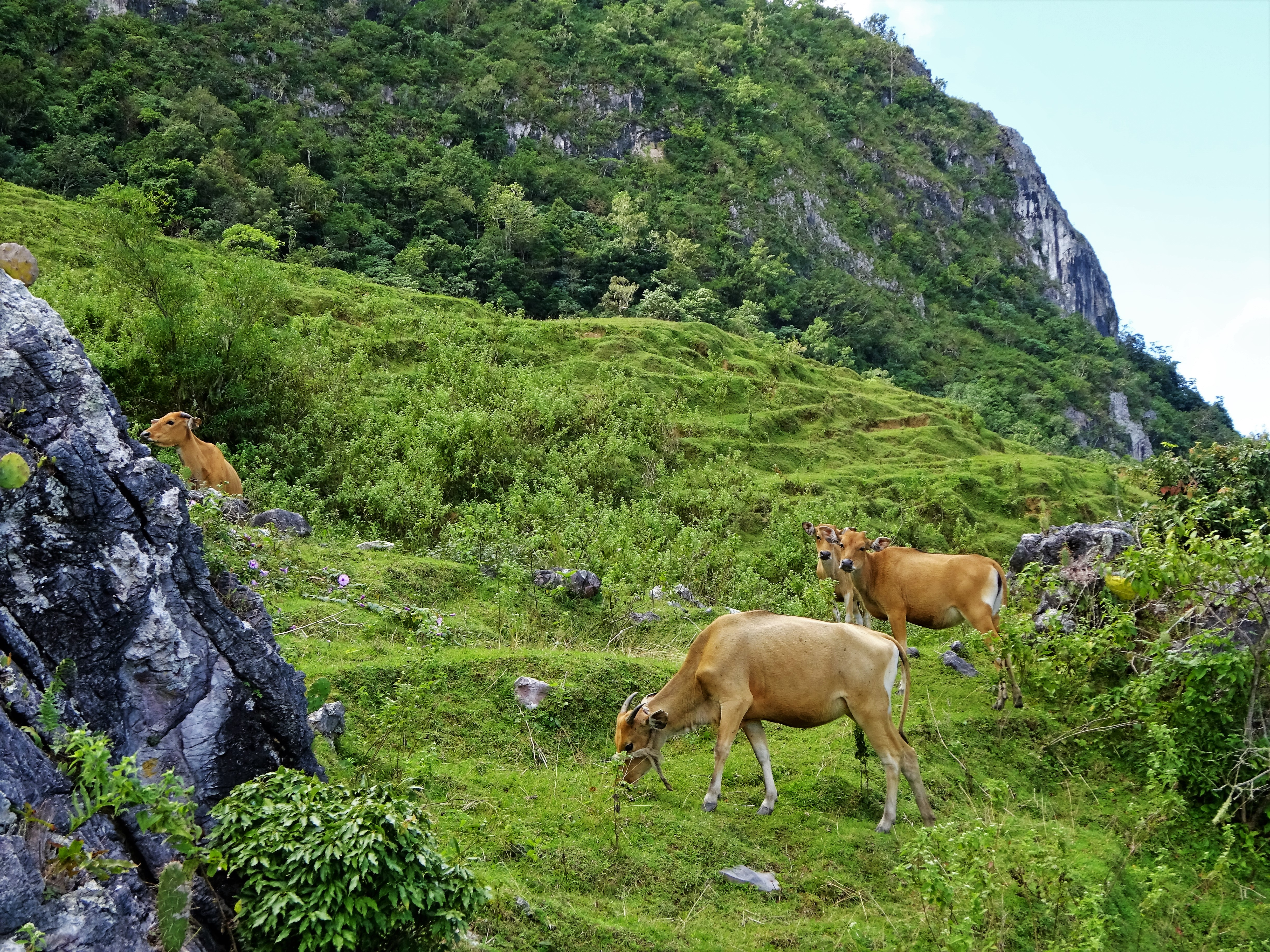
Rinder am Berg Leolaco

Am 30. August 1999 wurde am Abstimmungstag des Unabhängigkeitsreferendums in Osttimor das Wahllokal von pro-indonesischen Kräften in Ritabou angezündet.